# Majbritt Morrison
Majbritt Morrison, född 1933, död 7 februari 2006, var en svensk kvinna som hade en roll i etniska oroligheter i London 1958.

## Händelserna
Under en studieresa i London 1955 träffade den 22-åriga Majbritt den svarte jamaicanske konstnären Raymond Morrison. 1958 återvände hon till London för att gifta sig med honom.
Fredagen den 29 augusti 1958 bråkade hon med sin make utanför Latimer Roads tunnelbanestation i London. Några vita unga män lade sig i bråket, men Morrison vände sig då mot dem och försvarade sin man mot de rasistiska utfallen. Nästa dag stötte hon på de unga männen igen som kände igen henne. De förföljde henne på hennes väg hem, kastade mjölkflaskor och uttalade rasistiska tillmälen som "Black man's trollop" (ung. "svart mans slampa"). Väl hemma stod hon kvar på gatan när polis anlände och anmodade henne att gå inomhus. När Morrison vägrade gå in blev hon arresterad av polisen, och mobben gav sig iväg. Hon släpptes nästa dag, den 1 september.
Händelserna blev startskotten till de etniska oroligheterna i västra London 1958 mellan svarta karibier och vita britter. Oroligheterna varade i en vecka och ledde till att över 140 personer arresterades, de flesta vita ungdomar. Över hundra personer åtalades för olika brott, och bland annat blev nio ynglingar, samtliga så kallade "Teddy boys", dömdes till fyra års straffarbete vardera.
Händelserna anges ha bidragit till uppkomsten av Notting Hill-karnevalen(en) i London, en gatufest mot rasism och för sociala reformer, som hållits årligen sedan 1966.

### Jungle West 11
I sin självbiografi Jungle West 11 beskrev Morrison bråket och hennes och makens liv i Londons slum. Boken gavs ut i flera upplagor och översattes till holländska samt återutgavs i USA 1967. Biografin har angetts vara "a Notting Hill classic of fiction much more than of fact", där utgivaren sammanställt inblickar från olika former av prostitution i autobiografins form.